# Օ
Das Ô (Օ und օ) ist der 38. Buchstabe des ostarmenischen und der 37. Buchstabe des westarmenischen Alphabets. Der Buchstabe stellt den Laut [⁠o⁠] dar und wird im Deutschen mit dem Buchstaben O transkribiert.
Es ist keinem Zahlenwert zugeordnet.

## Zeichenkodierung
Das Ô ist in Unicode an den Codepunkten U+0555 (Großbuchstabe) bzw. U+0585 (Kleinbuchstabe) zu finden.